# تاور بل
تاور بل (به انگلیسی: Tower Belle) یک کشتی است که طول آن ۶۷٫۹۷ فوت (۲۰٫۷۲ متر) و ارتفاع آن ۱۲ فوت (۳٫۷ متر) می‌باشد. این کشتی در سال ۱۹۲۰ ساخته شد.